# Ibn Ājurrūm
Ibn Ajurrūm al-Ṣanhājī, più noto come Ibn Ājurrūm (in arabo أبو عبد الله محمد بن عبد الله بن داود الصنهاجي، ويعرف بابن آجُرُّوم‎?, Abū ʿAbd Allāh Muḥammad b. ʿAbd Allāh b. Dāwūd al-Ṣanhājī; Fès, 1273/74 – Fès, 1323), è stato un grammatico berbero, autore di un compendio di grammatica araba noto come al-Ajurrūmiyya (il titolo completo è Al-muqaddima al-ajurrūmiyya fī mabādīʾ al-ʿilmī al-ʿarabiyya).
Questo compendio, estremamente conciso, ha costituito dal Medioevo fino all'instaurarsi di scuole moderne in Nordafrica e nel Vicino Oriente il vademecum di ogni studioso di arabo classico. Ancor oggi il testo dell'Ajurrūmiyya, tradotto in molte lingue occidentali (inclusi inglese, francese e tedesco), è di grande interesse per i semitisti e i linguisti, fra cui lo stesso Noam Chomsky.
Il nome della sua grammatica ha fornito lo spunto per il neologismo berbero che designa "la grammatica": tajerrumt.
Come dice la nisba "al-Ṣanhājī", Ibn Ajurrūm era un berbero, appartenente alla grande tribù dei Ṣanhāja. Quanto al nome Ajurrūm, secondo Mouloud Mammeri sarebbe letteralmente un'arabizzazione del termine berbero agurram, che designa un marabutto, un sufi edotto in scienze religiose.